# 詹六奇
詹六奇（？—1692年），字韜臣，為中國清朝武官官員，本籍福建。
行伍出身的詹六奇於1683年隨施琅攻打台灣並獲得一定戰績。1684年（康熙23年），台灣成為清朝領土之後，詹六奇繼續於澎湖群島擔任澎湖水師協副將，他也是該官職的首任。而隸屬台灣鎮之下的此官職職等為正二品，是台灣清治時期的這階段，扼守台灣海峽的重要武將，並統帥兩標水營，數千名水師兵勇。1686年，詹六奇升任為江西贛南總兵。
詹六奇於康熙23年（1684年）出任澎湖水師協副總兵官，開基澎湖祠壇。